# Abaradira
Abaradira (łac. Abaradirensis) – stolica historycznej diecezji we Cesarstwie rzymskim w prowincji Byzacena, współcześnie w Tunezji. Obecnie katolickie biskupstwo tytularne. 

## Historia
Ze starożytnej diecezji jest tylko znany jeden biskup, Prefekcjan (Praefectianus), który został wezwany przez króla Wandalów Huneryka na synod w Karaginie w 484 r., a wkrótce potem został zesłany na wygnanie. 

## Biskupi tytularni Abaradiry
| Lp. | Biskup                  | Funkcja                                                             | Od                | Do                   |
| --- | ----------------------- | ------------------------------------------------------------------- | ----------------- | -------------------- |
| 1   | Joseph Fady MAfr        | wikariusz apostolski Likuni (Malawi)                                | 12 czerwca 1951   | 25 kwietnia 1959     |
| 2   | Joseph James Byrne CSSp | emerytowany biskup Moshi (Tanganika)                                | 15 maja 1959      | 20 października 1961 |
| 3   | Jan Wosiński            | administrator apostolski diecezji płockiej biskup pomocniczy płocki | 20 listopada 1961 | 19 czerwca 1996      |
| 4   | Fernando Torres Durán   | biskup pomocniczy Panamy (Panama)                                   | 29 listopada 1996 | 2 czerwca 1999       |
| 5   | José Ángel Rovai        | biskup pomocniczy Córdoby (Argentyna)                               | 13 sierpnia 1999  | 3 października 2006  |
| 6   | Matthias Nketsiah       | biskup pomocniczy Cape Coast (Ghana)                                | 24 listopada 2006 | 31 maja 2010         |
| 7   | Marko Semren OFM        | biskup pomocniczy Banja Luka (Bośnia i Hercegowina)                 | 15 lipca 2010     |                      |